# Litteratur i Skellefteå kommun
Litteraturen i Skellefteå kommun har en lång tradition, med såväl skriftligt som muntligt berättande. Ett beslut om det första lånebiblioteket i kommunen fattades 1880, och en rad författare härstammar också från området. Litterärt finns flera namnkunniga författare med koppling till Skellefteå, bland vilka Sara Lidman, P.O. Enquist, Torgny Lindgren och Stieg Larsson kanske är de mest kända.
Den 25 maj 2010 utropade sig Skellefteå kommun till Berättarnas stad.

## Läsare
Av SOU 1972:20 framgår att läsarna i Skellefteå och Jörn läste mer "religiösa böcker och böcker om religion och filosofi" än andra undersökta områden. Totalt hade mellan 12 och 14 procent läst sådana böcker. Förklaringen uppgavs vara att befolkningen var medlemmar i någon religiös organisation och att de oftare gick i kyrkan än på andra jämförda orter där motsvarande siffra var omkring en procent.

## Bibliotek
Från det att kommunen bildades fanns Skellefteå stadsbibliotek på Viktoriagatan 5, i kvarteret Pantern.

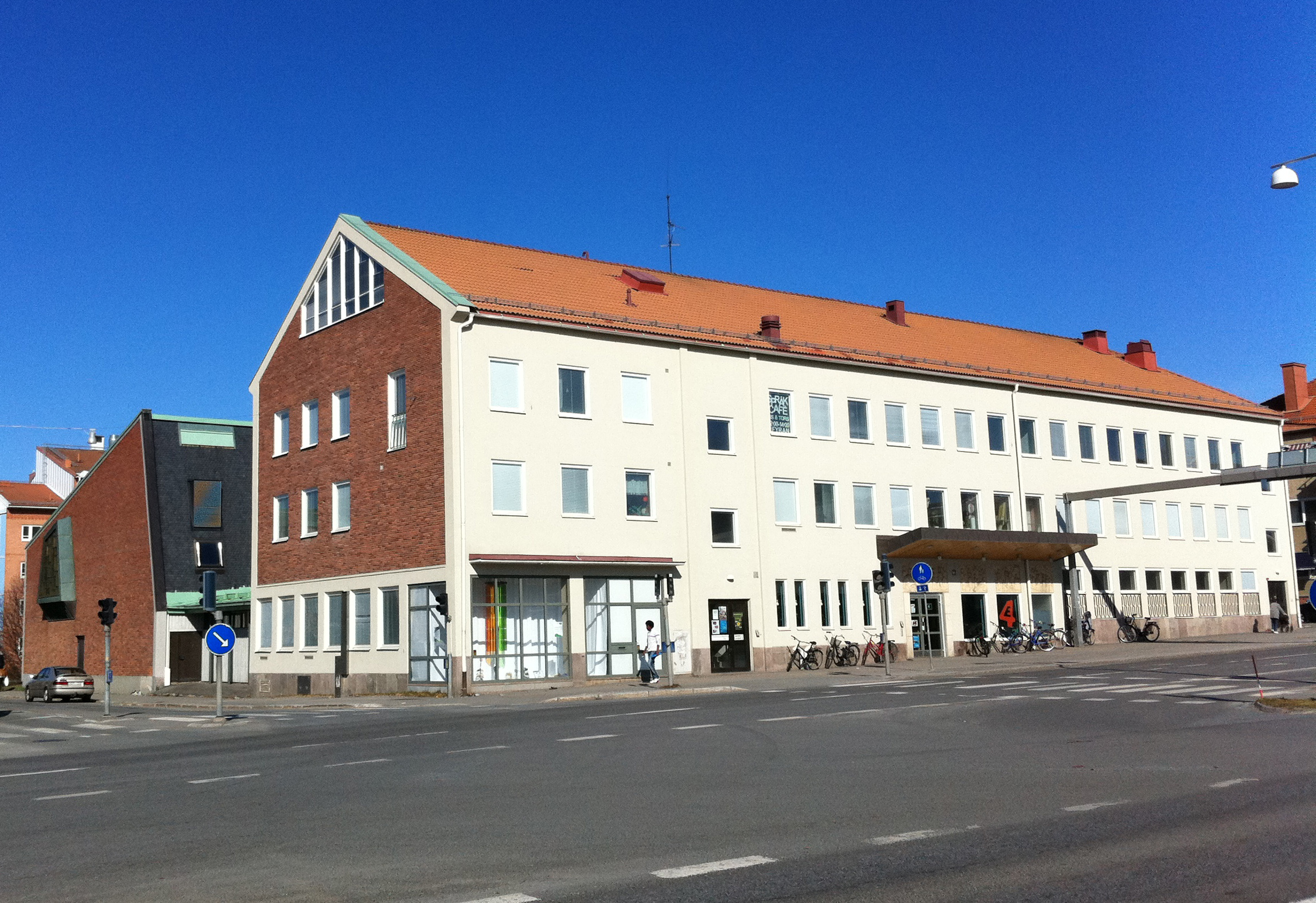
Gamla Folkets Hus och Pan-salen. Huset uppfördes som Folkets Hus, stadsbibliotek, samlingslokal och kontor. Östra delen byggdes för stadsbiblioteket, som låg här till 1995.

År 1995 var det återigen dags att flytta verksamheten, då till Expolaris, Kanalgatan 73, i kvarteret Sirius. Sedan 2021 är Skellefteå stadsbibliotek inrymt i Sara kulturhus.
År 2023 fanns, förutom Stadsbiblioteket, även nio närbibliotek, ett högskolebibliotek på Campus Skellefteå och Barnens bokbuss.

## Arrangemang
I Skellefteå kommun anordnas sedan 2008 den årliga Berättarfestivalen i Skellefteå, berättarvandringar. Skellefteå kommun erbjuder också "ett stipendium, boende och stöd till en författare som är i behov av att komma i säkerhet". I Skellefteå finns också Skelleftebygdens berättarförening som är en del av Berättarnätet Sverige. Föreningen anordnar förutom berättarvandringar även offentliga berättarprogram och Story Sharing Caféer.

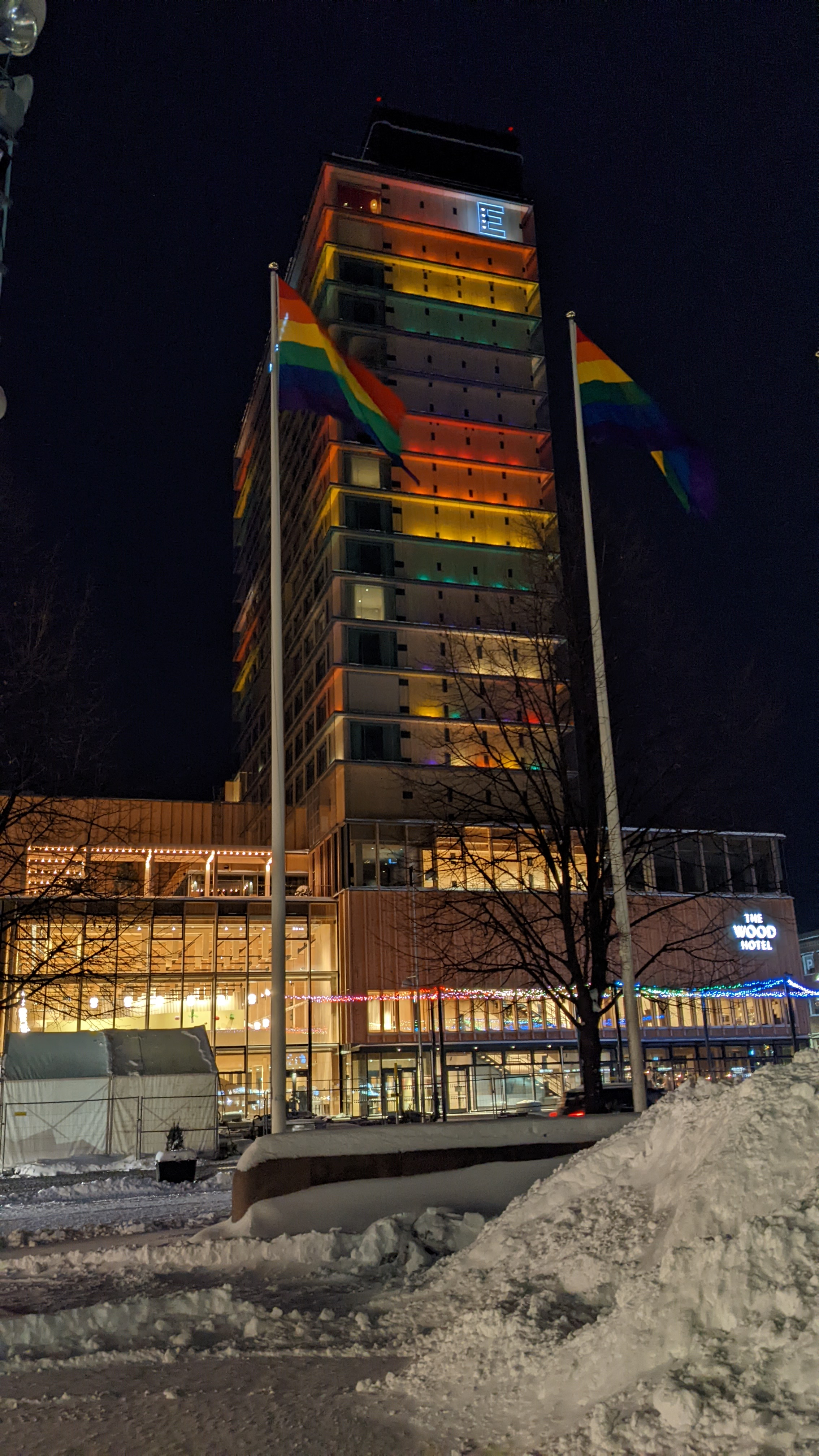
Sara Kulturhus under Skellefteå Pride Februari 2022.

I samband med att Sara kulturhus invigdes 2021 inleddes också litteraturfestivalen Skelitt, som återkom 2022 och 2023.

## Författare
Ivar Conradson från Skellefteå blev känd i början av 1900-talet med böcker som Skyarne (1906), Friska sorgens källa (1907) och Hjärtats frid, den blödande (1907). Han beskrivs an Nationalencyklopedin som "en av de mest begåvade poeterna i den yngre sekelskiftesgenerationen".
Sara Lidman från Missenträsk slog igenom 1953 med debutromanen Tjärdalen. Fram till sin död skrev hon totalt 13 romaner, tre pjäser och mängder av politiska skrivelser, tal och debattartiklar. År 1961 debuterade PO Enquist från Bureå med Kristallögat. Det dröjde dock tre år till genombrottet med boken Magnetisörens femte vinter som senare också filmatiserats. Han har också skrivit manus till både teater och film. Katarina Taikon, författare till böckerna om Katitzi, bodde flera år i fosterhem på Sörböle. Hennes debutroman kom ut 1969.
År 1992 publicerades Kågesonen Nikanor Teratologens bok Äldreomsorgen i Övre Kågedalen. Boken hade sålts i 20 000 exemplar fram till 2012. År 2003 debuterade Jenny Dahlberg från Skellefteå med boken Tjock. Boken fick en uppföljare, men sedan 2008 arbetar hon som spökskrivare. Stieg Larsson föddes i Skelleftehamn. Han var journalist och chefredaktör på tidningen Expo. Han blev känd 2005, efter sin död, med Millennium-trilogin. Stina Jackson, född i Skellefteå, debuterade 2018 med deckaren Silvervägen. Boken har sålts till 29 länder. Uppföljaren Ödesmark kom ut 2020.

## Förlag
Artos och Norma bokförlag startades 1978 av Per Åkerlund. År 1984 flyttades förlaget till Skellefteå. År 1996 köpte Åkerlund även bokförlaget Norma. Artos ger ut konfessionell kristen litteratur och Norma allmän facklitteratur. Fram till 2016 hade de två förlagen gett ut omkring 900 titlar i upplagor på mellan upplagor på mellan 300 och 6 000 exemplar. År 1992 grundades Ord & Visor förlag av Göran Lundin och Göran Burén.